# Halophanes
Halophanes là một chi bướm đêm thuộc họ Geometridae.